# Гувер, Боб
Ро́берт А́ндерсон «Боб» Гу́вер (англ. Robert Anderson "Bob" Hoover; 24 января 1922 года — 25 октября 2016 года) — лётчик-истребитель ВВС США, лётчик-испытатель, пилот-инструктор.

## Вторая мировая война
После нападения Японии на США вступил в ряды Национальной гвардии штата Теннесси. В 1943 году Боб Гувер был отправлен в Касабланку для облёта новой авиатехники. Перед началом Итальянской кампании был зачислен в 52-й истребительный авиаполк армии США, имевший на вооружении британские Supermarine Spitfire.
9 февраля 1944 года во время своего 59-го боевого вылета был сбит у побережья Южной Франции германским перехватчиком FW 190. Почти 15 месяцев находился в лагере для военнопленных Шталаг Люфт I близ северогерманского городка Барт. Совершил побег из лагеря на списанном на запчасти повреждённом немецком истребителе. После войны получил приглашение от корпорации Bell Aircraft стать их лётчиком-испытателем.

## Сверхзвуковые самолёты
В 1946 году вместе с Чаком Йегером участвовал в испытаниях летавшего на сверхзвуковой скорости экспериментального самолёта Bell X-1. В 1947 году занимался тестированием реактивного истребителя Lockheed F-80 Shooting Star. В 1950-е годы, находясь на Корейском полуострове, летал на опытных образцах боевых машин FJ-2 Fury, F-86 Sabre и F-100 Super Sabre.

## Международные авиашоу
С началом 1960-х годов решает открыть собственное авиашоу, где на одномоторном самолёте North American P-51 Mustang демонстрирует элементы высшего пилотажа. В 1967 году он приобретает двухмоторный турбовинтовой самолёт Shrike Commander. Летая до середины 1990-х годов, Боб Гувер установил множество рекордов по аэробатике. В 2007 году его имя внесли в список международной Славы в музее Аэронавтики в Сан-Диего.

## Награды
- Крест лётных заслуг (США)
- Солдатская медаль (США)
- Медаль военно-воздушных сил (США)
- Пурпурное сердце
- Военный крест (Франция)